# Disperis similis
Disperis similis är en orkidéart som beskrevs av Rudolf Schlechter. Disperis similis ingår i släktet Disperis och familjen orkidéer. Inga underarter finns listade i Catalogue of Life.